# ناظم القدسي
ناظم القدسي (14 فبراير 1906 - 6 فبراير 1998) أحد سياسيي سوريا ولد عام 1905 في مدينة حلب ودرس الحقوق في دمشق، ثم في الجامعة الأمريكية في بيروت، ثم في جامعة جنيف. كان من مؤسسي حزب الشعب في سوريا. أصبح رئيسا للجمهورية السورية في حكومة الانفصال (14 ديسمبر 1961 - 8 مارس 1963). عمل رئيسا لمجلس النواب عام 1954 وتولى إحدى الوزارات عام 1949 لمدة ثلاثة أيام وترأس الحكومة السورية لمرتين في عام 1950 و1951. توفى ناظم القدسي في الأردن سنة 1997.

## الحياة السياسية
عام 1935 انضم ناظم القدسي إلى الكتلة الوطنية، الحزب الاستقلالي المناوئ للانتداب الفرنسي، والذي كان حركة سياسية تهدف للتخلص من السيطرة الفرنسية عبر الحوار السياسي بدلا من المقاومة المسلحة. اختلف فيما بعد مع قيادة الكتلة الوطنية التي فشلت في منع ضم لواء اسكندرون إلى تركيا عام 1939، وترك على أثرها الكتلة. بعد ذلك قرر أن يشكل في حلب تحالفا من المفكرين حول شخصية المحامي المشهور رشدي الكيخيا الذي وفر الحماية لرؤياه السياسية. رشح كلاهما بسهولة للبرلمان في انتخابات 1943. وحيث أن المعارضة كانت شديدة لتسمية شكري القوتلي -من الكتلة الوطنية- رئيسا للجمهورية، عيّن القوتلي ناظم القدسي أول سفير لسوريا لدى الولايات المتحدة الأمريكية، والذي بنى السفارة السورية في واشنطن من الصفر، وقدّم اعتماده للرئيس فرانكلين روزفلت في 19 آذار/مارس 1945.
في عام 1947 أسس القدسي مع الكيخيا حزب الشعب، والذي كان أقوى معارضة في وجه الحزب الوطني، سابقا الكتلة الوطنية، المخلص دائما للقوتلي. كان مؤسسو حزب الشعب بشكل أساسي من أعيان حلب، والذين كانوا موالين للوحدة مع الهاشميين في العراق والتحول الديمقراطي وتطوير العلاقات مع الغرب. كانت العائلة المالكة في العراق تدعم هذا الحزب.
فاز القدسي في انتخابات 1943، 1947، 1949 و1961 مرشحا عن حزبه، وصوت ضد تسمية القوتلي رئيسا للجمهورية، ولكن القوتلي مدعوما بالحزب الوطني أعيد تعيينه. بعد الإطاحة بحكومة القوتلي بانقلاب عسكري في 29 آذار/مارس 1949، طلب الرئيس الجديد حسني الزعيم من ناظم القدسي تشكيل حكومة، ولكن الأخير رفض نتيجة الأسلوب اللادستوري الذي ارتقى به الزعيم السلطة، فقام الزعيم بتوقيفه وإغلاق مكاتب حزب الشعب. أطلق سراح الزعيم بعدها بفترة وجيزة، ووضع تحت الإقامة الجبرية في منزله ب حلب، أنتقد القدسي بشدة حسني الزعيم، خاصة عندما اراد الأخير إغلاق الحدود مع الأردن والعراق وأراد شن الحرب عليهما متهما إياهما بالعمالة المملكة المتحدة.
في 14 آب/أغسطس 1949 ساند القدسي انقلابا بقيادة سامي الحناوي، الصديق القديم لحزب الشعب وحليف العائلة الهاشمية في بغداد، وتم إعدام الزعيم. أسس الحناوي لجنة سياسية لإدارة البلاد في ظل غياب حكومة نظامية وعين القدسي على رأسها. سنَّ القدسي دستوراً جديداً لسوريا وأصبح وزير الخارجية في أول حكومة بعد انقلاب الزعيم كان رئيسها هاشم الأتاسي، كما أصبح رشدي الكيخيا وزيرا للداخلية ووزعت بقية المناصب على أعضاء حزب الشعب. أجرى القدسي محادثات مع ولي عهد العرش العراقي الأمير عبد الإله عارضا إقامة وحدة فورية بين سوريا والعراق وقام بعدة رحلات لبغداد لهذا الغرض. لقد صاغ اتفاقية تدعو لوحدة فدرالية، تحافظ على حكومتين مستقلتين في دمشق وبغداد، بينما تجمع الشؤون العسكرية والاقتصادية الثقافية والاجتماعية والسياسية للبلدين، كما ذهب للقاهرة وعرض برامج مماثلة في اجتماع جامعة الدول العربية في 1 كانون الثاني/يناير 1951.

## الجمهورية العربية المتحدة
للتسريع في محادثات الوحدة، كلف الأتاسي المنتخب حديثا ناظم القدسي بتشكيل حكومة في 24 كانون الأول/ديسمبر 1949. صوت العسكريون ضد حكومته فاستقال بعد خمسة أيام. كانت حجتهم أن الحكومة لا تحتوي على أي ضابط، وأن أعضاءها معارضون لتدخل العسكريين في السياسة. في 4 حزيران/يونيو الف القدسي حكومة جديدة أقل تطرفا وامن موافقة المعارضة بتعيين فوزي سلو وزيرا للدفاع. كان سلو اليد اليمنى لأديب الشيشكلي. بقيت الحكومة عشرة أشهر لم تستطع خلالها المضي بعيدا بمسألة الوحدة. استقال القدسي في 27 آذار/مارس 1951. في 1 تشرين الأول/أكتوبر انتخب ناطقا باسم البرلمان. في 28 تشرين الثاني/نوفمبر استولى أديب الشيشكلي على السلطة وأوقف كل قيادات حزب الشعب، متهما إياها بالتآمر على النظام الجمهوري في سورية ومحاولة استبداله بنظام ملكي عميل لبريطانيا. عين فوزي سلو رئيسا مؤقتا للجمهورية وأرسل القدسي إلى سجن المزة. أطلق سراحه في كانون الثاني/يناير 1952 ولكن أبقي تحت الإقامة الجبرية. عمل سرا وأيد انقلابا عسكريا أطاح بالشيشكلي في شباط/فبراير 1954.
في تشرين الأول/أكتوبر 1954 أصبح نائبا في أول برلمان بعد فترة حكم الشيشكلي، وانتخب ناطقا باسم البرلمان. حاول أن يستعيد أمجاده السياسية ولكن بذلك الوقت كان حزب الشعب قد فقد كثيرا من شعبيته، ولم يبق إلا القليل من السوريين الراغبين بالوحدة مع العراق. بدلا من ذلك، توجهت الأنظار للوحدة مع مصر تحت زعامة الرئيس جمال عبد الناصر، وبدون جدوى، حاول القدسي مقاومة تأثير عبد الناصر، إذ دافع عن أهمية التحالف مع المملكة المتحدة والولايات المتحدة في حين كان معظم السوريين بتطلعون نحو الاتحاد السوفييتي. نادى بانضمام سورية إلى حلف بغداد، فاتهمته جريدة ناصرية بالعمالة. في 12 تشرين الأول/أكتوبر 1957 استقال من منصبه وحل محله الاشتراكي أكرم الحوراني من أنصار عبد الناصر. صوت ضد الوحدة مع مصر، وعندما تم الاندماج لتشكيل الجمهورية العربية المتحدة استقال من العمل السياسي وعاد إلى مدينة حلب.

## روابط خارجية
- ناظم القدسي على موقع مونزينجر (الألمانية)
- https://nazemalkoudsi.com/ar المكتبة الرئاسية للدكتور ناظم القدسي